# شكاعة مشرقية
الشكاعة المشرقية (باللاتينية: Fagonia orientalis) نوع نباتي ينتمي إلى جنس الشكاعة من الفصيلة القديسية.

## الموئل والانتشار
موطنه بلاد الشام ومصر والمغرب العربي.

## مرادفات للاسم العلمي
- (باللاتينية: Fagonia bishrorum Schweinf.)
- (باللاتينية: Fagonia flamandi Batt.)
- (باللاتينية: Fagonia tenuifolia Boiss.)